# Denia Caballero
Pour les articles homonymes, voir Caballero.
Denia Caballero Ponce (née le 13 janvier 1990 à Caibarién) est une athlète cubaine, spécialiste du lancer du disque, médaillée de bronze olympique aux jeux de Rio 2016.

## Biographie
En juin 2015 elle lance le disque au-delà de la barrière des 70 mètres, avec 70,65 m, se plaçant en tête des bilans annuels. En août, elle devient championne du monde grâce à un jet à 69,28 m. Elle devance la Croate Sandra Perković (tenante du titre) et l'Allemande Nadine Müller. 
Le 21 mai 2016 à Halle,  au terme d'un concours très élevé, Caballero se classe 2e avec un jet à 66,41 m, derrière l'Allemande Julia Fischer (68,49 m). Championne du monde en titre, Caballera décroche le 16 aout 2016 la médaille de bronze de la finale des Jeux olympiques de Rio avec un jet à 65,34 m, devancée par Sandra Perković (69,21 m) et la Française Mélina Robert-Michon (66,73 m). 
Le 31 juillet 2018, Denia Caballero décroche la médaille d'argent des Jeux d'Amérique centrale et des Caraïbes de Barranquilla avec 65,10 m, terminant derrière sa compatriote Yaimé Pérez (66,00 m). 
Elle remporte la médaille d'argent des championnats du monde 2019 à Doha avec 68,44 m, derrière Yaimé Pérez. 

## Palmarès
| Date | Compétition                              | Lieu             | Résultat | Marque  |
| ---- | ---------------------------------------- | ---------------- | -------- | ------- |
| 2011 | Champ. d'Am. centrale et des Caraïbes    | Mayagüez         | 1re      | 62,06 m |
| 2011 | Championnats du monde                    | Daegu            | 9e       | 60,73 m |
| 2011 | Jeux panaméricains                       | Guadalajara      | 3e       | 58,63 m |
| 2013 | Championnats du monde                    | Moscou           | 8e       | 62,80 m |
| 2015 | Jeux panaméricains                       | Toronto          | 1re      | 65,39 m |
| 2015 | Championnats du monde                    | Pékin            | 1re      | 69,28 m |
| 2015 | Ligue de diamant                         | Ligue de diamant | 3e       | détails |
| 2016 | Jeux olympiques                          | Rio de Janeiro   | 3e       | 65,34 m |
| 2016 | Ligue de diamant                         | Ligue de diamant | 3e       | détails |
| 2017 | Championnats du monde                    | Londres          | 5e       | 64,37 m |
| 2017 | Ligue de diamant                         | Ligue de diamant | 3e       | 64,61 m |
| 2018 | Jeux d'Amérique centrale et des Caraïbes | Barranquilla     | 2e       | 65,10 m |
| 2018 | Ligue de diamant                         | Ligue de diamant | 8e       | 56,37 m |
| 2019 | Jeux panaméricains                       | Lima             | 4e       | 60,46 m |
| 2019 | Ligue de diamant                         | Ligue de diamant | 4e       | 63,53 m |
| 2019 | Championnats du monde                    | Doha             | 2e       | 68,44 m |
| 2022 | Championnats NACAC                       | Freeport         | 2e       | 61,86 m |

## Records
| Épreuve          | Performance | Lieu   | Date         |
| ---------------- | ----------- | ------ | ------------ |
| Lancer du disque | 70,65 m     | Bilbao | 20 juin 2015 |